# Kazimierz Adamczyk

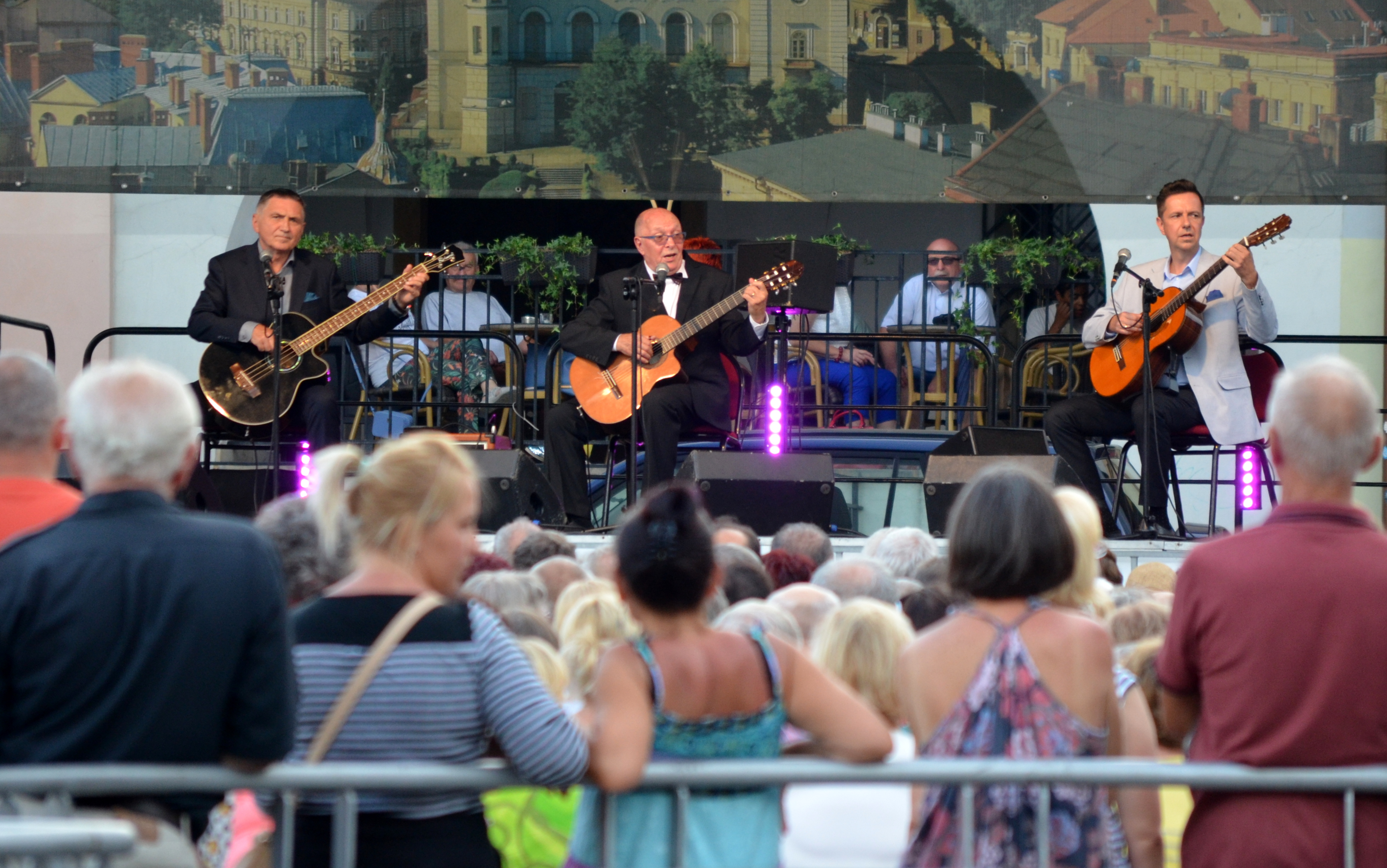
Kazimierz Adamczyk, Alosza Awdiejew i Marek Piątek, Bielsko-Biała (2018)

Kazimierz Adamczyk (ur. 1955 w Jeleń( Jaworzno ) – kontrabasista.
W latach 1975–1980 występował w krakowskim kabarecie „Piwnica pod Baranami”, grając równocześnie w trio Aloszy Awdiejewa. Od 1975 muzyk jazzowy w zespole „Beale Street Band”. W 1979 rozpoczął współpracę z reaktywowanym zespołem jazzowym „Playing Family” (w składzie: Janusz Nowotarski, Jan Budziaszek, Przemysław Gwoździowski, Janusz Nowak, Alosza Awdiejew, Ryszard Wojnarowski, Zbigniew Żmuda). Następnie z zespołem „Swing Orchestra Cracow” koncertował w kraju i zagranicą (z zespołem występowali również Grażyna Auguścik, Lora Szafran, Andrzej Zaucha). Akompaniował z orkiestrą Andrzejowi Rosiewiczowi. Od roku 1987 Ponownie koncertuje z zespołem "Beale Street Band" Bierze udział w licznych festiwalach oraz nagraniach( w tym płyta długogrająca ) " Beale Street Band Live " Bierze też udział w występach dla dzieci w programie " Micky Mouse Jazz z udziałem zespołu oraz Zbigniewa Książka i Zbigniewa  Wodeckiego .
Od końca lat 80. ponownie występuje w trio Aloszy Awdiejewa w składzie: Alosza Awdiejew, Marek Piątek (śpiew, gitara). Ma na swym koncie, oprócz wielu występów w kraju i za granicą, liczne nagrania płytowe, radiowe i telewizyjne.